# Remczyce
Remczyce (ukr. Ремчиці, Remczyci) – wieś na Ukrainie, w obwodzie rówieńskim, w rejonie sarneńskim, w hromadzie Sarny. W 2001 liczyła 980 mieszkańców.
W okresie międzywojennym wieś znajdowała się w granicach II RP, wchodząc w skład gminy Dąbrowica w powiecie sarneńskim, w województwie wołyńskim.